# Nokia 7230
Il Nokia 7230 è un telefono cellulare prodotto dall'azienda finlandese Nokia e messo in commercio nel 2009.

## Caratteristiche
- Dimensioni: 98 x 48 x 14,7 mm
- Massa: 100 g
- Risoluzione display: 240 x 320 pixel a 260 000 colori
- Durata batteria in conversazione: 5 ore
- Durata batteria in standby: 450 ore (18 giorni)
- Memoria: 45 MB espandibile con MicroSD
- Fotocamera: 3.2 megapixel
- Bluetooth